# TSV Rödelsee
Der Turn- und Sportverein Rödelsee 1923 e. V. ist ein Sportverein aus der unterfränkischen Gemeinde Rödelsee. 

## Geschichte
Der Verein wurde 1923 als Turn- und Sportverein von 1923 Rödelsee gegründet, 1989 erfolgte die Namensänderung. Er bietet die Sportarten Handball, Tanz und Tennis an.

### Handball
Überregional bekannt wurde der TSV Rödelsee durch seine Männer-Handballmannschaft, die 2013 als Meister der Bayernliga in die 3. Liga aufstieg. 2016 stieg Rödelsee in die Oberliga ab. Aus teils finanziellen Gründen wurde der Neustart in der Bezirksoberliga 2016/17 gestartet. 2022 stieg die Mannschaft in die Bezirksliga ab. Aus Spielermangel musste der Verein am 22. März 2023 die Männermannschaft zurückziehen.

#### Erfolge
| - Bayernliga Gründungsmitglied (1. Liga) 1958 - Aufstieg in die 3. Liga (Handball) 2013 - Bayerischer Meister (4. Liga) 2013 - Aufstieg in die Bayernliga (4. Liga) 2008 | - Unterfränkischer Meister 2019 - Vizemeister Landesliga Nordbayern 2008 - Aufstieg in die Landesliga Nordbayern 2002 |

#### Spielerpersönlichkeiten
- Michal Tonar (Nationalspieler)
- Boštjan Hribar (Nationalspieler)